# Angus Wall
Angus Alexander Wall (15 de marzo de 1967) es un editor de cine y diseñador de títulos de crédito.  Él y su amigo editor de cine Kirk Baxter ganaron el Premio de la Academia al mejor montaje por la película de David Fincher La red social (2010) y otra vez el año siguiente por La chica con el tatuaje de dragón (2011). Además, él y Baxter estuvieron nominados al Premio de la Academia al Mejor Montaje, el Premio BAFTA al mejor montaje, y el Premio editores de cine americano Eddie por la película de 2008 El curioso caso de Benjamin Button, también dirigida por David Fincher. El trabajo de Wall en el diseño de las cabeceras en las series televisivas de HBO Carnivale y Juego de tronos recibió un Premio Emmy en 2004 y 2011, respectivamente, y su trabajo en la cabecera de Rome estuvo nominado al Premio BAFTA en 2005.

## Vida y carrera
Wall se graduó de Woodberry Forest School en Virginia en 1984. Después obtuvo un título de grado en la Universidad de Bowdoin en 1988. En 1992, él y Linda Carlson crearon la firma Rock Paper Scissors, la cual se ha convertido en "una firma editorial del oeste de Hollywood, respetada y conocida por su trabajo comercial para tales clientes como BMW, HP, y Nike."
La relación de Wall con el director David Fincher se remonta a 1988, cuando Wall entró en la industria del entretenimiento. Wall había montado algunos anuncios dirigidos por David Fincher, y  editó los títulos para la película de Fincher Se7en. Se convirtió en un "asesor editorial" en El club de la lucha (1999), la cual fue editada por James Haygood, y tras esto él coeditó La habitación del pánico (2002) con Haygood. Mientras Wall se convertía en el editor en solitario de Zodiac (2007), Kirk Baxter trabajó con él como "editor adicional". Wall le propuso a Fincher que Baxter fuera el coeditor para El curioso caso de Benjamin Button.

## Filmografía (como editor)
| Año  | Película                           | Director      | Notas |
| ---- | ---------------------------------- | ------------- | --- |
| 1995 | Seven                              | David Fincher | Diseñador de títulos                                                                                                |
| 1999 | El club de la lucha                | David Fincher | Asesor editorial |
| 1999 | Arquitectura de la tranquilidad    | Mike Mills    | Cortometraje |
| 2000 | Sunset Strip                       | Adam Collis   | Diseñador de títulos                                                                                                |
| 2002 | La habitación del pánico           | David Fincher | Nominado por mejor montaje por la Sociedad de Críticos Cinematográficos Online                                      |
| 2002 | El alquiler: Rehén                 | John Woo      | Cortometraje |
| 2005 | Thumbsucker                        | Mike Mills    | |
| 2007 | Zodiac                             | David Fincher | Nominado al premio por mejor montaje por la Sociedad de Críticos Cinematográficos Online                            |
| 2008 | El curioso caso de Benjamin Button | David Fincher | Nominado al premio BAFTA al mejor montaje                                                                           |
| 2010 | La red social                      | David Fincher | Premio BAFTA al mejor montaje Nominado al mejor montaje en los premios de la Alianza de mujeres periodistas de cine |
| 2011 | La chica con el tatuaje de dragón  | David Fincher | Premio de la Academia al mejor montaje                                                                              |

## Premios y distinciones
Premios Óscar
| Año  | Categoría     | Película                           | Resultado |
| ---- | ------------- | ---------------------------------- | --------- |
| 2009 | Mejor montaje | El curioso caso de Benjamin Button | Nominado  |
| 2011 | Mejor montaje | The social network                 | Ganador   |
| 2012 | Mejor montaje | The Girl with the Dragon Tattoo    | Ganador   |